# Samsung Pay
Samsung Pay è un metodo di pagamento mobile e portafoglio digitale fornito da Samsung che permette agli utenti di effettuare pagamenti usando smartphone compatibili e altri prodotti di Samsung. Il servizio supporta i pagamenti contactless usando l’NFC, ma anche MST che permette pagamenti contactless anche su terminali POS che supportano solo pagamenti tramite carta fisica.
Il servizio fu lanciato in Corea del Sud il 20 agosto 2015 e negli Stati Uniti il 28 settembre dello stesso anno. Al CES 2016 la compagnia di telecomunicazioni annuncia l’imminente arrivo del sistema di pagamenti di casa Samsung con varie banche in Australia, Brasile, Spagna e Singapore.

## Confronto con i sistemi di pagamento istantaneo
Nei sistemi di pagamento basati su digital wallet come PayPal, Apple Pay, Alipay, WeChat Pay ecc., gli utenti ricevono una notifica immediata della transazione ma il pagamento viene trasferito solo a partire dal primo giorno lavorativo utile. Ciò dipende dal metodo di pagamento utilizzato dal cliente, mentre con i sistemi di pagamento istantaneo il pagamento viene trasferito in pochi secondi o minuti.

## Storia
Samsung Pay è stato sviluppato dalla startup finanziata dal crowdfunding LoopPay, acquistata da Samsung nel febbraio 2015.
Il servizio supporta sia sistemi di pagamento mobili basati su NFC (supportato dalla maggior parte dei POS), sia quelli che supportano solo la banda magnetica a strisciamento. Ciò è realizzato tramite tecnologia nota come trasmissione magnetica sicura (TMS o MST), che emula il passaggio di una carta con banda magnetica.
Sui telefoni, Samsung Pay può essere avviato scorrendo dalla parte inferiore dello schermo o aprendo l'applicazione nel menù.
Diverse carte di credito, di debito e di fedeltà possono essere caricate nell'app e possono essere selezionate scorrendo sullo schermo.
In Corea del Sud, Samsung Pay può essere utilizzato per i pagamenti dei negozi online e per prelevare denaro sui bancomat delle banche selezionate. Nella Cina continentale, Samsung Pay supporta pagamenti in-app, pagamenti con codici QR (Alipay e WeChat Pay) e carte di trasporto pubblico di Pechino, Shanghai, Guangzhou, Shenzhen e altre città. A Hong Kong, Samsung Pay può essere collegato con le carte Octopus, chiamate Smart Octopus, per effettuare pagamenti elettronici con il servizio di valore archiviato per i pagamenti in sistemi online o offline. In India, Samsung Pay supporta l'UPI / BharatQR del governo. Supporta anche i pagamenti delle bollette tramite il sistema di pagamento Bill Bharat.

### Samsung Pay Mini
A maggio 2016 è stato riferito che Samsung stava sviluppando una differente versione dell'app nota come Samsung Pay Mini.
Questo servizio verrà utilizzato solo per i pagamenti online e sarà utilizzabile per più piattaforme.
A gennaio 2017, Samsung ha confermato che Samsung Pay Mini funzionerà non solo sui suoi dispositivi Galaxy, ma anche su altri telefoni Android, a condizione che siano dotati di Android 5.0 Lollipop o superiore e abbiano una risoluzione dello schermo di 1280 × 720 pixel o superiore.
A giugno 2017, Samsung ha lanciato Samsung Pay Mini ed è attualmente disponibile su Galaxy J7 Max / On Max (in India).

## Disponibilità

### Banche compatibili
Sono disponibili più di 10 principali banche (150+ includendo le banche affiliate a Nexi).
Le banche principali e i circuiti di carte in Italia sono:
- MasterCard
- Maestro
- Visa
- V Pay
- Banca Mediolanum
- Banca Nazionale del Lavoro
- Banco di Sardegna
- BPER Banca
- CartaBCC
- Chebanca!
- Hello Bank!
- Intesa Sanpaolo
- Nexi e le banche partner[5]
- UBI Banca
- UniCredit

### Dispositivi compatibili
In Italia sono compatibili i seguenti dispositivi:

#### Smartphone
- Galaxy Note10
- Galaxy S10+, S10, S10e
- Galaxy Note9
- Galaxy S9, S9+
- Galaxy Note8
- Galaxy S8, S8+
- Galaxy S7 edge
- Galaxy S7
- Galaxy S6 edge+
- Galaxy M20 (solo NFC)
- Galaxy A9 (solo NFC)
- Galaxy A8
- Galaxy A7 2018 (solo NFC)
- Galaxy A6, A6+ (solo NFC)
- Galaxy A5 2017
- Galaxy A5 2016
- Galaxy J6+ (solo NFC)
- Galaxy J4+ (solo NFC)

#### Smartwatch
- Gear S3 classic/frontier
- Gear Sport (solo NFC)
- Galaxy Watch (solo NFC)
- Galaxy Watch Active (solo NFC)
- Galaxy Watch Active2 (solo NFC)

### Paesi compatibili

Disponibilità globale di Samsung Pay (dicembre 2024)

| Data              | Paese               |
| ----------------- | ------------------- |
| 20 agosto 2015    | Corea del Sud       |
| 28 settembre 2015 | Stati Uniti         |
| 29 marzo 2016     | Cina                |
| 2 giugno 2016     | Spagna              |
| 15 giugno 2016    | Australia           |
| 16 giugno 2016    | Singapore           |
| 13 luglio 2016    | Porto Rico          |
| 19 luglio 2016    | Brasile             |
| 8 novembre 2016   | Canada              |
| 24 febbraio 2017  | Malaysia            |
| 22 marzo 2017     | India               |
| 27 aprile 2017    | Svezia              |
| 27 aprile 2017    | Emirati Arabi Uniti |
| 16 maggio 2017    | Regno Unito         |
| 23 maggio 2017    | Svizzera            |
| 23 maggio 2017    | Taiwan              |
| 25 maggio 2017    | Hong Kong           |
| 28 settembre 2017 | Vietnam             |
| 15 novembre 2017  | Bielorussia         |
| 22 marzo 2018     | Italia              |
| 26 aprile 2018    | Francia             |
| 21 agosto 2018    | Sudafrica           |
| 23 marzo 2019     | Indonesia           |
| 21 gennaio 2020   | Kazakistan          |
| 20 settembre 2020 | Kuwait              |
| 28 ottobre 2020   | Germania            |
| 23 agosto 2022    | Qatar               |
| 31 ottobre 2022   | Danimarca           |
| 31 ottobre 2022   | Finlandia           |
| 31 ottobre 2022   | Norvegia            |
| 11 dicembre 2022  | Bahrein             |
| 29 aprile 2024    | Oman                |
| 9 dicembre 2024   | Arabia Saudita      |